# Dark Angel (cómic)
Dark Angel Es una supervillana ficticia creada como personaje contrincante de la Mujer Maravilla para la editorial DC Comics. Ella es un espíritu errante que habitaba el cuerpo de la Baronesa Paula Von Gunther durante la Segunda Guerra Mundial. Recientemente se reveló que Dark Angel, era en realidad una Donna Troy alternativa Pre Crisis, procedente de Tierra-7, salvada de una muerte segura por el Antimonitor para ser su Anti-harbinger o heralda del mal para sus planes de la crisis, apareció por primera vez en Wonder Woman # 131 (Vol. 2, marzo de 1998), y fue creada por John Byrne, aunque La Baronesa Paula Von Gunther debutó originalmente en Sensation Comics #4.

## Historia del personaje

### Precrisis: Antes de ser poseída comoDark Ángel
Baronesa Paula von Gunther apareció primero como un enemigo de la Mujer Maravilla. Ella peleó contra la Amazona numerosas veces como una agente de la Gestapo. Ella asesinó a muchos individuos, guardó un grupo pequeño de mujeres como esclavas personales, las torturó rutinariamente, fue durante un tiempo la líder de todos los funcionamientos de la Gestapo en los Estados Unidos, forzó a ciudadanos americanos a convertirse en espías nazis, y una vez intentó monopolizar el suministro de la leche en América para que sus personas tuvieran los huesos débiles y caer ante los reforzados huesos nazis. 
Von Gunther fue enjuiciada, pero la Mujer Maravilla actuó como su defensa por medio de un tecnicismo. La Baronesa ya había sido una vez juzgada y había sido encontrado culpable e incluso castigada (Sensation Comics #7) y el proceso por segunda vez le impidió ser de nuevo juzgada por esos crímenes. En el futuro, ella fue rehabilitada por la Mujer Maravilla y se hizo la científica del jefe de las Amazonas en la Isla Paraíso. Su contribución más grande fue la creación del Rayo Púrpura.

### Dark Ángel
El portador de la muerte conocida como Dark Angel ha acosado a los seres humanos por largo tiempo como para acarrear lo suficiente para volver tontos a la gente y causarles el mal. Durante la Segunda Guerra Mundial, la Baronesa Paula Von Gunther, (una villana Pre-Crisis, una brillante espía nazi que con el tiempo se convirtió en una de las más firmes aliadas de la Mujer Maravilla, y que se convirtió en la versión Post-Crisis en una amante del ocultismo nazi), provocó que un espíritu errante maligno, posesionase el cuerpo de Von Gunther, atacando a Wonder Woman y la Sociedad de la Justicia de América con sus míticos poderes.
Hipólita luchó contra Dark Angel en muchas ocasiones y finalmente, Dark Angel aparecería en Themyscira. 'Tenía la intención de secuestrar a la princesa Diana, pero en vez de eso, secuestró a su doble mágica. Ella forzó a la unión entre ellas en un solo ser (ya que ella pensó que era Diana) a vivir miles de vidas, cada una terminando en tragedia. Ella esperaba que el efecto acumulativo conduciría a que la reina Hipólita enloqueciera. En cambio, la unión fue capaz de crecer más fuerte, y finalmente, convirtió a esta en una entidad independiente ahora conocida como Donna Troy.
Donna Troy fue capaz de derrotar a Dark Angel, y en algún momento Dark Angel se separó de la Baronesa von Gunther. La baronesa fue vista por última vez viviendo entre las amazonas.

### El regreso deDonna Troy
En la miniserie El regreso de Donna Troy, Donna Troy descubrió que Dark Angel era de hecho su homóloga de Tierra-7 y se salvó de un incendio que fue provocado en su apartamento por parte del Antimonitor, quién la crio para que le sirviera tanto como hizo el monitor con su propio heraldo, así que decidió salvarla y creció como su Heraldo. Cuando el Multiverso DC fue reconfigurado en un solo universo, Dark Angel, había escapado de alguna manera, por lo que la compresión de cada Donna Troy como una sola persona en nueva Tierra, había tratado de matar a Donna y hacerla revivir toda su vida sobre las demás Donnas alternas como una forma para evitar la fusión y siendo la última en pie. Cuando Dark Ángel fue derrotada, Donna se convirtió en la suma real de cada Donna Troy que existía en cada Tierra, y fue la clave para las pérdidas del Multiverso.

### Un año después
Los efectos de continuidad que alteró la maxiserie limitada 52 y la serie limitada Crisis Infinita resultaron en un nuevo multiverso. Una nueva Dark Angel apareció, aunque todavía nunca se confirmó si ella era una contraparte multiversal de Donna Troy o si tenía un origen totalmente diferente.
Los acontecimientos contados en las series que llevaban el título de Un año después tras la Crisis Infinita, Dark Angel apareció como siervo de los 52 nuevos monitores, cada uno nacidos de la creación del nuevo Multiverso. Probó a Supergirl para ver si ella era realmente la persona adecuada para existir en el actual Universo DC. Después de la prueba, Dark Angel le dijo a Supergirl que era parte de su trabajo probar y provocar la aparición de entidades peligrosas o anomalías, con el fin de garantizar su veracidad en el mundo. Creyendo que Supergirl podría ser una anomalía fuera de la corriente temporal, Dark Angel estuvo a punto de borrar la existencia de Supergirl, pero fue detenida por uno de los monitores de los 52 universos antes de que pudieran hacerlo, y fue reasignada a otra tarea desconocida. Esta tarea se reveló más tarde a ser la destrucción en su totalidad de Tierra-48, el planeta de origen de Los Forerunners.

### Cuenta Atrás para la Crisis Final,Cuenta Atrás presenta: la Búsqueda de Ray PalmeryCuenta Atrás para la Aventura
Más tarde se le encarga de perseguir a Donna Troy, Kyle Rayner y a Jason Todd a través de todo el Multiverso DC (posiblemente a instancias de los monitores), preguntándoles a los habitantes del Universo WildStorm (Tierra-50) en cuanto a si habían visto o contactado a unos series de otra dimensión habían llegado a este mundo. En ese momento, Dark Angel, luego aparecería en Cuenta atrás para la Aventura #3, disfrazada de Oracle en Tierra-33, pidiendo a los superhumanos de dicha tierra que si llega Forerunner le avisasen ya que era muy peligrosa. Luego se quita su disfraz y ataca a Forerunner, matando a la versión de Tierra-33 de Starman antes de este que sea derrotado. Ella logra escapar antes de que Forerunner acabe con ella.

## Poderes y habilidades
- Dark Angel tiene amplios poderes y es capaz de realizar una variedad de hazañas incluyendo manipulación a través del control mental, alteración de su tamaño, teletransportación y la alteración de la corriente temporal.